# Montes de Oca (Santa Fe)
Montes de Oca is een plaats in het Argentijnse bestuurlijke gebied  Belgrano in de provincie Santa Fe. De plaats telt 3.077 inwoners.